# 沃爾克姆

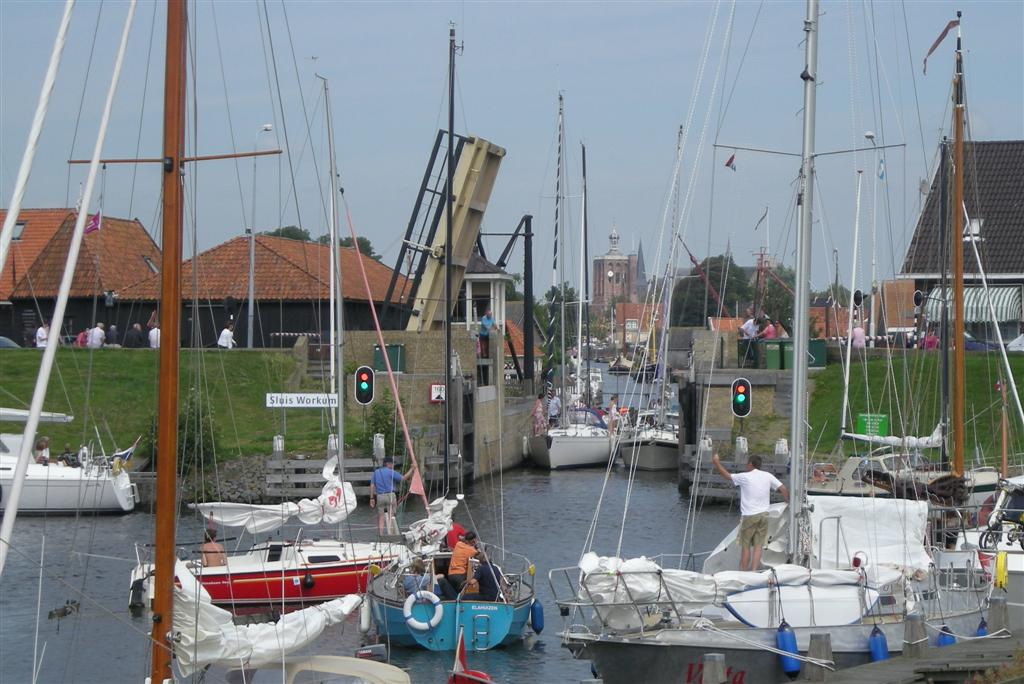

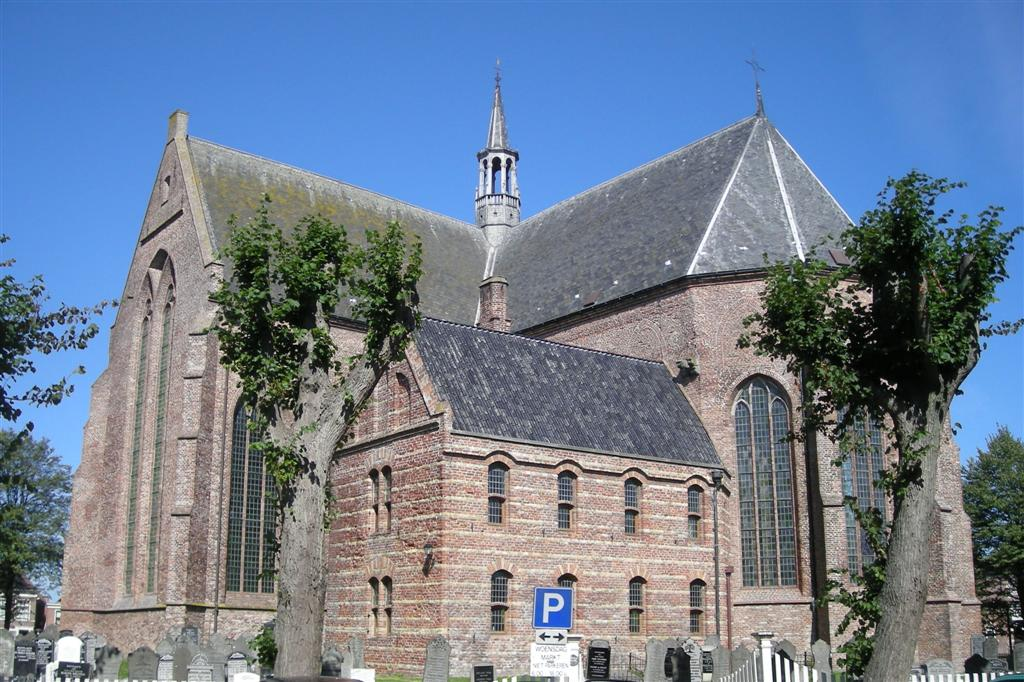

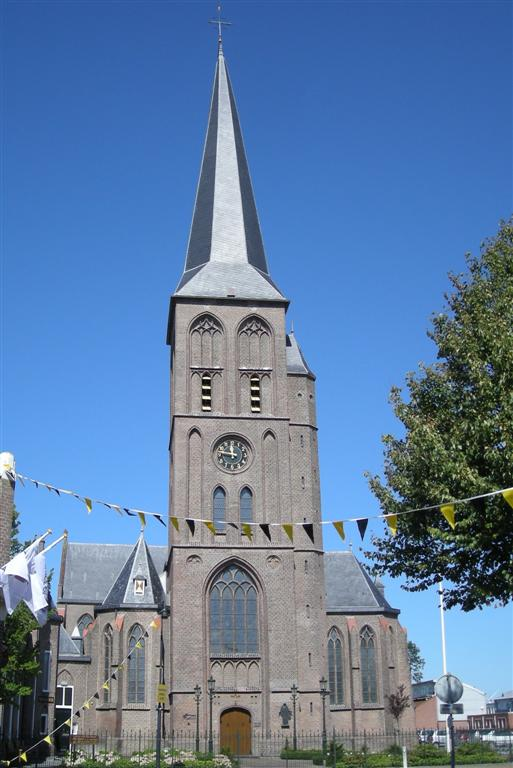

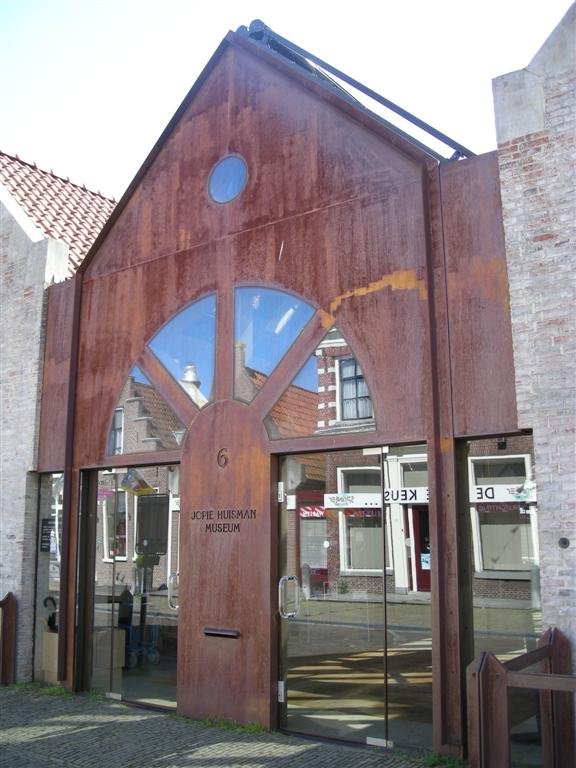

沃爾克姆（荷兰语：Workum；西弗里斯语：Warkum）是荷蘭的城鎮，位於該國西北部，由菲士蘭省負責管轄，主要經濟活動是旅遊業，以前該鎮居民從事海上貿易、漁業和陶瓷業，2008年人口4,316。
52°59′N 5°27′E / 52.983°N 5.450°E